# 徘徊镇
徘徊镇，是中华人民共和国河北省邯郸市武安市下辖的一个乡镇级行政单位。

## 行政区划
徘徊镇下辖以下地区：
徘徊村、张家庄村、茶口村、新安村、河峪村、上河村、东山村、泽布峧村、西河下村、苑水村、花园村、顺义庄村、夏庄村、铺上村、上庄村、前李甲村、后李甲村、天桥村、前硷岭村、后硷岭村、前水峪村、后水峪村、庙庄村、赵南庄村、姚家峧村、桃花村、蟒当村、南坡村、西峧村和五三七处仓库社区。